# فرمان علنی

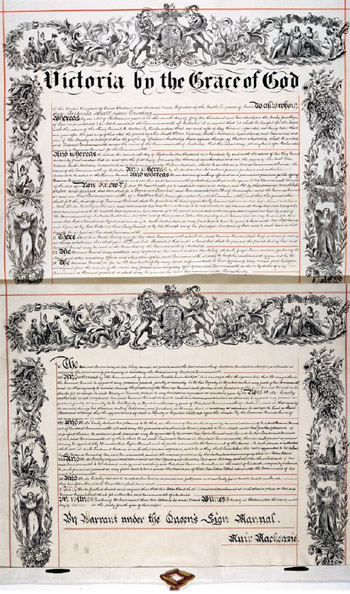
فرمان علنی صادر شده توسط ملکه ویکتوریا در سال ۱۹۰۰ برای ایجاد دفتر فرماندار کل استرالیا به عنوان بخشی از فرایند فدراسیون شدن استرالیا.

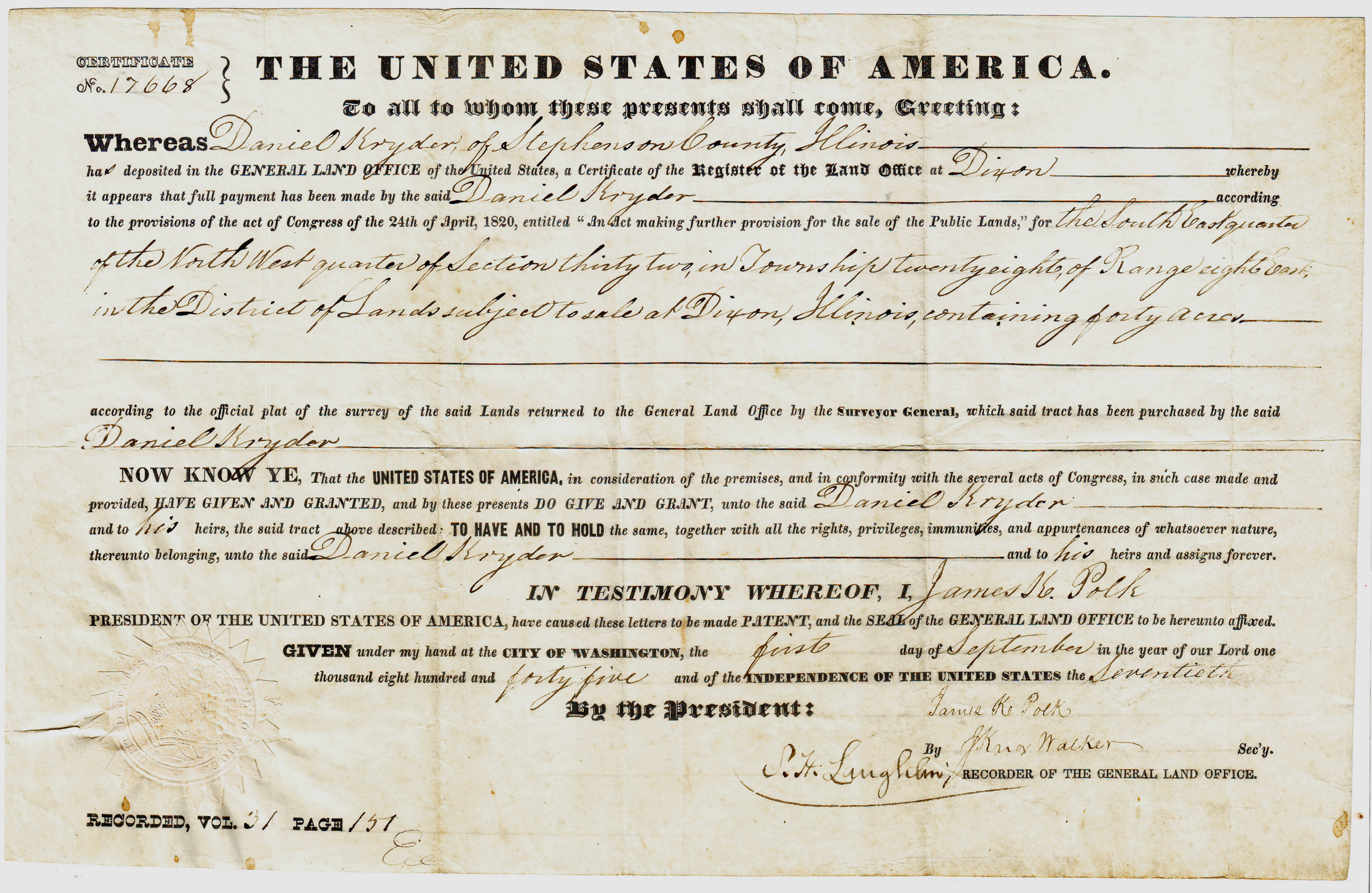
نامه ثبت اختراع صادر شده توسط ایالات متحده به طور کلی زمین دفتر

فرمان حکومتی علنی یا فرمان علنی یا حکم حکومتی نوعی ابزار قانونی حاکمیتی است که در قالب دستور کتبی توسط یک پادشاه،  رئیس جمهور یا رئیس حکومت صادر می‌شود و عموماً حاوی دستوری رسمی برای اعطای یک مسئولیت، مسند، عنوان و مانند آن به یک فرد یا نهاد است.
فرمان حکومتی در تأسیس نهادها و سازمانها،  ادارات دولتی یا برای اعطای یک درجه تقسیماتی به یک شهر و نیز برای اعطای نشانهایی دولتی کاربرد دارد.
فرمان حاکمیتی می‌تواند یک فرمان صادر شده توسط پادشاه (یا حاکم) برای انتصاب نمایندگان سلطنتی و حکومتی مانند استانداران و فرمانداران کل در قلمروهای مشترک‌المنافع و همچنین انتصاب اعضای  یک کمیسیون سلطنتی باشد.

## قلمروهای مشترک‌المنافع
در کشورهای همسود، فرمان حکومتی طبق سلسله مراتب قدرت از طرف رئیس دولت به عنوان یک مدیر اجرایی یا نماینده سلطنت صادر می‌شوند. تعداد فرمانهای حکومتی کم است اما احکام مهمی هستند. ممکن است نیازمند تأیید  مجلس باشند. این فرمانها همچنین برای  تنفیذ قوانین (تاییدیه سلطنتی) نیز کاربرد دارند.

### قالب فرمانهای حکومتی
نمونه ای از قالب یک فرمان حکومتی در آمریکا به این شکل است:
| IN TESTIMONY WHEREOF, the undersigned [public official], in accordance with [relevant law], has in the name of the United States, Caused these letters to be made Patent and the Seal of [relevant agency or government official] to be hereunto affixed. GIVEN under my hand, in [city] the [date] in the year of our Lord [year] and of the Independence of the United States the [years since July 4, 1776]. By [signature of public official issuing letter] |

## همچنین نگاه کنید
- فرمان مخفیانه
- ثبت اختراع و اعطای حقوق برای اختراع
- منشور سلطنتی
- توشیح ملوکانه
- حکم حکومتی (ایران)